# 2022年中華民國空軍F-16V戰鬥機墜海事故
2022年中華民國空軍F-16V戰鬥機墜海事故是指2022年1月11日下午3時23分，中華民國空軍嘉義基地第四戰術戰鬥機聯隊飛行員陳奕駕駛的一架F-16V戰隼戰鬥機，在嘉義縣東石鄉水溪靶場外海雷達光點消失。在該F-16V戰隼戰鬥機失聯後，中華民國國防部展開搜救行動。這次墜海事故是F-16V戰隼戰鬥機自2021年11月成軍後首起失事，中華民國空軍暫停F-16戰隼戰鬥機演訓任務。

## 基本背景
2021年11月18日，駐防中華民國空軍嘉義基地的F-16V戰隼戰鬥機舉行成軍典禮，中華民國總統蔡英文前往主持。中華民國空軍以代號「鳳展專案」，耗資新臺幣1,100億元將141架F-16A/B Block20戰隼戰鬥機升級為F-16V Block20戰隼戰鬥機，另外同步向美國採購66架全新F-16V Block70戰隼戰鬥機。F-16V Block20戰隼戰鬥機改裝新式任務電腦、座艙飛行儀表、頭盔顯示器瞄準系統、電戰莢艙等，搭配最新一代AIM-9X響尾蛇飛彈，可以同時執行搜索、追蹤並鎖定多個目標。

### 涉事戰機
這次墜海事故失聯的單座F-16V戰隼戰鬥機（機號6650）在1998年7月24日出廠，機身總時間3,415.05小時，2021年12月28日周檢出廠，飛行均無重大故障。失聯的飛行官陳奕階級為上尉，中華民國空軍軍官學校106年班，所屬空軍第四戰術戰鬥機聯隊第21作戰隊，於2020年3月16日任職，資格為僚機。飛行總時數321.50小時，F-16V戰隼戰鬥機飛行總時數60.05小時，體格檢查、航空生理訓練、求生訓練均合格。其居住在南投縣名間鄉，未婚，但有一女友。

### 紀念
總統府2022年1月25日發布總統令，追晉陳奕上尉為空軍少校，自民國111年1月11日生效。

## 事件經過

### 墜海搜索

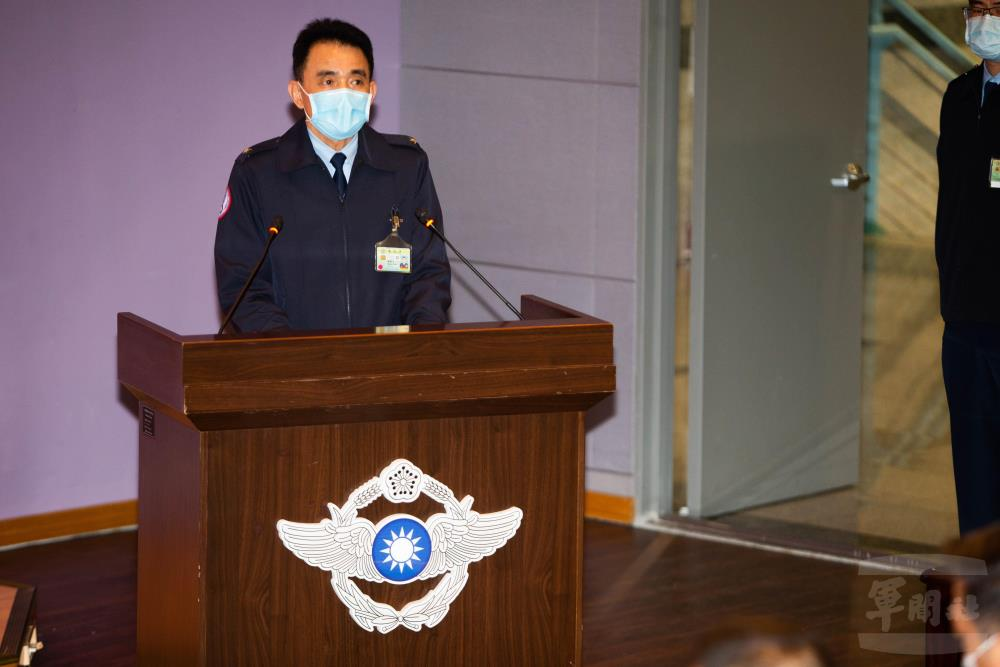
1月11日，國防部空軍司令部督察長柳惠千少將召開臨時記者會

2022年1月11日下午2時54分，中華民國空軍第四戰術戰鬥機聯隊飛行官陳奕駕駛的一架F-16V戰隼戰鬥機（機號6650，二號機），以一批2架自嘉義基地起飛，執行例行性訓練任務。下午3時，訓練現場天氣能見度7哩、1,000呎稀雲，可目視海面及天空，符合訓練標準。下午3時23分，該架F-16V戰隼戰鬥機在嘉義縣東石鄉水溪靶場外海周邊，執行20度大角度、並以照相槍模擬對地炸射攻擊課目；但在第三個科目大角度導入時，在水溪靶場北面約100公尺處墜海，因雷達光點消失失聯。另有民眾目擊戰鬥機於鰲鼓濕地北堤西側墜入海面。
隨後中華民國空軍成立應變中心展開搜救行動，救援單位亦集結。其中中華民國國防部持續派遣搜救直升機3架次前往搜救，及C-130定翼運輸機前往投擲照明彈，並在海面上發現疑似油污。中華民國國防部還協請行政院國家搜救指揮中心調派內政部空中勤務總隊，派遣2架次搜救機協助徹夜搜救。海洋委員會海巡署派出臺北艦、臺東艦等搜救。另外，嘉義縣政府警察局、嘉義縣政府消防局、海洋委員會海巡署岸巡人員、及嘉義縣救難協會都前往岸際搜救。
其後，中華民國國軍、海洋委員會海巡署人員持續展開搜救行動，軍機不斷投擲照明彈以利直升機搜尋。深夜，中華民國海軍水下作業大隊在海水退潮時乘坐膠筏，下水搜尋墜海的F-16V戰隼戰鬥機。

### 初步調查
晚間，國防部空軍司令部督察長柳惠千少將召開記者會，表示現場靶勤室、空中長機等目視沒有飛行員跳傘的情況，不排除機務、人為或天氣等因素，並組成專案小組調查。柳惠千還表示在過程中，飛行員並未以無線電呼叫，可能是因為飛行員不正常長按無線電麥克風。對於這次失事使得F-16V戰隼戰鬥機是否加裝自動防撞地系統受到關注，柳惠千表示由於構改前的F-16戰隼戰鬥機使用類比訊號，而構改後為數位訊號，必須在美國進行嚴謹整合測試，預計2022年11月起在臺灣安裝自動防撞地系統。
中華民國空軍下令暫停F-16戰隼戰鬥機全部戰演訓等任務。失聯消息亦傳回陳奕位在南投縣名間鄉的老家，陳奕的父母親立即趕往嘉義縣。

## 各界反應
這次F-16V戰隼戰鬥機在外海墜海，是2021年底成軍後首起F-16V戰隼戰鬥機失事事件，也是F-16戰隼戰鬥機在臺灣第9次失事。1月11日下午，總統蔡英文指示救援優先，全力進行搜救任務，並進一步釐清事故原因。